# میلاکوواتس
میلاکوواتس (به صربی: Milakovac) یک منطقهٔ مسکونی در صربستان است که در کرالیفو واقع شده‌است.